# Elminia albicauda
Azulinho-de-poupa ou azulinho-de-cauda-branca (Elminia albicauda) é uma espécie de ave da família Stenostiridae.
Pode ser encontrada nos seguintes países: Angola, Burundi, República Democrática do Congo, Malawi, Moçambique, Ruanda, Tanzânia, Uganda e Zâmbia.
Os seus habitats naturais são: florestas secas tropicais ou subtropicais, florestas subtropicais ou tropicais húmidas de baixa altitude e savanas áridas.